# Станіславув (Козеницький повіт)
Станіславув (пол. Stanisławów) — село в Польщі, у гміні Ґловачув Козеницького повіту Мазовецького воєводства.
Населення — 300 осіб (2011).
У 1975-1998 роках село належало до Радомського воєводства.

## Демографія
Демографічна структура станом на 31 березня 2011 року:
|          | Загалом | Допрацездатний вік | Працездатний вік | Постпрацездатний вік |
| -------- | ------- | ------------------ | ---------------- | -------------------- |
| Чоловіки | 143     | 34                 | 95               | 14                   |
| Жінки    | 157     | 27                 | 86               | 44                   |
| Разом    | 300     | 61                 | 181              | 58                   |